# Tryphon zonatus
Tryphon zonatus är en stekelart som beskrevs av Stephens 1835. Tryphon zonatus ingår i släktet Tryphon och familjen brokparasitsteklar. Inga underarter finns listade i Catalogue of Life.